# 全国高等学校選抜ラグビーフットボール大会
全国高等学校選抜ラグビーフットボール大会（ぜんこくこうとうがっこうせんばつラグビーフットボールたいかい）は、日本の高校部活チーム（1・2年生）によるラグビーユニオンの大会である。3月下旬に埼玉県熊谷市の熊谷ラグビー場をメインに開催され、「春の高校ラグビー」「春の熊谷」「センバツ」と呼ばれる
本項では、2012年から2017年まで併催されていた全国高等学校選抜女子セブンズラグビーフットボール大会も併せて記述する。

## 概要
毎年12月末から翌1月の始めに開催される「全国高等学校ラグビーフットボール大会（冬の花園）」は高校3年生までが出場し全国高等学校総合体育大会の一環であるのに対し、この大会は全国高等学校選抜大会の位置づけにあり、3月時点で高校1・2年生（4月開催の年では新高2・新高3）の出場となる。
日本ラグビーフットボール協会が主催し、全国高等学校体育連盟が共催。運営を担当する主管は、全国高等学校体育連盟ラグビー専門部のほか、開催地・熊谷ラグビー場がある関東ラグビーフットボール協会、埼玉県ラグビーフットボール協会が担当する。
「冬の花園」の主催である毎日新聞社は、当大会（春の熊谷）の後援として加わっている。

## 会場
2025年開催大会の場合
- 熊谷ラグビー場 A・B・C・西グラウンド
- くまぴあ（熊谷市スポーツ・文化村）人工芝グラウンド
- 深谷市仙元山公園 多目的グラウンド

## 歴史
東日本の学校を中心に、西日本の有力校を招待して1994年から行っていた「東日本選抜大会」を発展的に解消し、春の高校ラグビー日本一を決める大会として2000年4月に第1回大会が開催された。第1回大会は決勝のみ秩父宮ラグビー場で開催。
第5回大会（2004年4月開催）は、第59回国民体育大会（彩の国まごころ国体）ラグビーフットボール競技のリハーサル大会も兼ねて行われた。2005年には総務省・文部科学省の「スポーツ拠点づくり推進事業」に承認された。
第10回大会（2009年4月開催）からは複数校による合同チームの出場も解禁された。
第12回大会（2011年4月開催予定）は、2011年3月11日に発生した東日本大震災の影響により出場辞退が相次ぐなどしたため、開催が中止された。
2012年から2017年まで、女子セブンズの部が「全国高等学校選抜女子セブンズラグビーフットボール大会」（後述）として同時開催された。2018年以降は、秋にU18女子セブンズ大会で実施されている。
第18回（2017年3月開催）、熊谷ラグビー場Aグラウンドは、2019年ラグビーワールドカップ及び2020年東京オリンピックへ向けた改修工事のため使用できず、使用できるB・Cグラウンドと共に、隣接する熊谷スポーツ文化公園陸上競技場と補助陸上競技場を使用して開催した。以降の大会ではAグラウンドを使用せず、「B・Cグラウンド、陸上競技場、補助陸上競技場」の使用となる。
第21回（2020年開催予定）は、新型コロナウイルス感染症の世界的流行のため、開催中止となった。
第26回（2025年3月開催）は、熊谷スポーツ文化公園陸上競技場およびその補助陸上競技場を使用せず、2016年以来9年ぶりに熊谷ラグビー場Aグラウンドを使用。B・Cグラウンドのほかに、公園内の西グラウンド、くまぴあ（熊谷市スポーツ・文化村）人工芝グラウンド、深谷市仙元山公園多目的グラウンドも使用する。

## 出場枠の変遷
- 第1回から第4回までは、全国9ブロックの新人大会上位チーム16校が出場。
- 第5回から、前年度優勝ブロック枠と「チャレンジ枠」（選抜高等学校野球大会における「21世紀枠」に近い）2枠が新設されたほか、一部ブロックで1枠ずつ増えて24校が出場。
- 第8回と第9回は、出場枠が1枠の北海道・北信越・中国・四国の4地区から隔年で2地区を選び、当該2地区の地区大会2位校が出場する「新規チャレンジ枠」が新設されたため、出場校数は26校に増加した[16]。
- 第10回（2009年4月開催）から、新規チャレンジ枠を廃止。「北海道・北信越」と「中国・四国」において隔年で各ブロック1校ずつ増減して枠を与えている。これに「実行委員会推薦枠（第10回のみ「第10回記念大会枠」[17]）」（東西1枠ずつ、計2枠）を設け、出場校は32校に増加した[18]。
- 第17回（2018年3月開催）から「チャレンジ枠」2枠を廃止し、「実行委員会推薦枠」を東西2枠ずつ、計4枠へと倍増させた[19][20]。
- 第24回（2023年3月開催）から、「関東・九州」と「東海・近畿」において、隔年で各ブロック1校ずつ増減させる。「実行委員会推薦枠」は東西1枠ずつ、計2枠へと半減した[19]。

| 回                 | 開催年             | 北海道                                       | 北信越                                       | 中国                                         | 四国                                         | 東北 | 関東                                     | 九州                                     | 東海                                     | 近畿                                     | 開催県 枠 | 前年度 優勝 ブロック 枠 | 実行 委員会 推薦 枠 | チャレンジ 枠 | 新規 チャレンジ 枠 | 合計 | 備考   |
| ------------------ | ------------------ | -------------------------------------------- | -------------------------------------------- | -------------------------------------------- | -------------------------------------------- | ---- | ---------------------------------------- | ---------------------------------------- | ---------------------------------------- | ---------------------------------------- | --------- | ----------------------- | ------------------- | ------------- | ------------------ | ---- | ------ |
| 1-4                | 2000-2003          | 1                                            | 1                                            | 1                                            | 1                                            | 2    | 3                                        | 2                                        | 1                                        | 3                                        | 1         | ‐                       | ‐                   | ‐             | ‐                  | 16   |        |
| 5-7                | 2004-2006          | 1                                            | 1                                            | 1                                            | 1                                            | 3    | 4                                        | 3                                        | 2                                        | 4                                        | 1         | 1                       | ‐                   | 2             | ‐                  | 24   |        |
| 8-9                | 2007-2008          | 1                                            | 1                                            | 1                                            | 1                                            | 3    | 4                                        | 3                                        | 2                                        | 4                                        | 1         | 1                       | ‐                   | 2             | 2                  | 26   | [ 16 ] |
| 10                 | 2009               | 2                                            | 2                                            | 1                                            | 1                                            | 4    | 5                                        | 4                                        | 2                                        | 5                                        | 1         | 1                       | 2                   | 2             | ‐                  | 32   | [ 18 ] |
| 11                 | 2010               | 1                                            | 1                                            | 2                                            | 2                                            | 4    | 5                                        | 4                                        | 2                                        | 5                                        | 1         | 1                       | 2                   | 2             | ‐                  | 32   |        |
| 12                 | 2011(中止)         | 2                                            | 2                                            | 1                                            | 1                                            | 3    | 5                                        | 5                                        | 2                                        | 5                                        | 1         | 1                       | 2                   | 2             | ‐                  | 32   | [ 12 ] |
| 13                 | 2012               | 2                                            | 2                                            | 1                                            | 1                                            | 3    | 5                                        | 5                                        | 2                                        | 5                                        | 1         | 1                       | 2                   | 2             | ‐                  | 32   |        |
| 14                 | 2013               | 1                                            | 1                                            | 2                                            | 2                                            | 3    | 5                                        | 5                                        | 2                                        | 5                                        | 1         | 1                       | 2                   | 2             | ‐                  | 32   |        |
| 15                 | 2014               | 2                                            | 2                                            | 1                                            | 1                                            | 3    | 5                                        | 5                                        | 2                                        | 5                                        | 1         | 1                       | 2                   | 2             | ‐                  | 32   |        |
| 16                 | 2015               | 1                                            | 1                                            | 2                                            | 2                                            | 3    | 5                                        | 5                                        | 2                                        | 5                                        | 1         | 1                       | 2                   | 2             | ‐                  | 32   |        |
| 17                 | 2016               | 2                                            | 2                                            | 1                                            | 1                                            | 3    | 5                                        | 5                                        | 2                                        | 5                                        | 1         | 1                       | 4                   | ‐             | ‐                  | 32   | [ 21 ] |
| 18                 | 2017               | 1                                            | 1                                            | 2                                            | 2                                            | 3    | 5                                        | 5                                        | 2                                        | 5                                        | 1         | 1                       | 4                   | ‐             | ‐                  | 32   |        |
| 19                 | 2018               | 2                                            | 2                                            | 1                                            | 1                                            | 3    | 5                                        | 5                                        | 2                                        | 5                                        | 1         | 1                       | 4                   | ‐             | ‐                  | 32   |        |
| 20                 | 2019               | 1                                            | 1                                            | 2                                            | 2                                            | 3    | 5                                        | 5                                        | 2                                        | 5                                        | 1         | 1                       | 4                   | ‐             | ‐                  | 32   |        |
| 21                 | 2020(中止)         | 2                                            | 2                                            | 1                                            | 1                                            | 3    | 5                                        | 5                                        | 2                                        | 5                                        | 1         | 1                       | 4                   | ‐             | ‐                  | 32   | [ 15 ] |
| 22                 | 2021               | 2                                            | 2                                            | 1                                            | 1                                            | 3    | 5                                        | 5                                        | 2                                        | 5                                        | 1         | 1                       | 4                   | ‐             | ‐                  | 32   |        |
| 23                 | 2022               | 1                                            | 1                                            | 2                                            | 2                                            | 3    | 5                                        | 5                                        | 2                                        | 5                                        | 1         | 1                       | 4                   | ‐             | ‐                  | 32   |        |
| 24                 | 2023               | 2                                            | 2                                            | 1                                            | 1                                            | 3    | 6                                        | 6                                        | 2                                        | 5                                        | 1         | 1                       | 2                   | ‐             | ‐                  | 32   | [ 19 ] |
| 25                 | 2024               | 1                                            | 1                                            | 2                                            | 2                                            | 3    | 5                                        | 5                                        | 3                                        | 6                                        | 1         | 1                       | 2                   | ‐             | ‐                  | 32   |        |
| 26                 | 2025               | 2                                            | 2                                            | 1                                            | 1                                            | 3    | 6                                        | 6                                        | 2                                        | 5                                        | 1         | 1                       | 2                   | ‐             | ‐                  | 32   | [ 22 ] |
| 回                 | 開催年             | 北海道                                       | 北信越                                       | 中国                                         | 四国                                         | 東北 | 関東                                     | 九州                                     | 東海                                     | 近畿                                     | 開催県 枠 | 前年度 優勝 ブロック 枠 | 実行 委員会 推薦 枠 | チャレンジ 枠 | 新規 チャレンジ 枠 | 合計 | 備考   |
| 現在の枠数について | 現在の枠数について | 「北海道・北信越」「中国・四国」は交互に増減 | 「北海道・北信越」「中国・四国」は交互に増減 | 「北海道・北信越」「中国・四国」は交互に増減 | 「北海道・北信越」「中国・四国」は交互に増減 | 3    | 「関東・九州」「東海・近畿」は交互に増減 | 「関東・九州」「東海・近畿」は交互に増減 | 「関東・九州」「東海・近畿」は交互に増減 | 「関東・九州」「東海・近畿」は交互に増減 | 1         | 1                       | 2 西1東1            | 設定なし      | 設定なし           | 32   |        |

### チャレンジ枠・実行委員会推薦枠出場校
太字は選出時、花園への出場が無かった高校
| 回     | 開催年月  | チャレンジ枠                             | チャレンジ枠                             | 実行委員会推薦枠                         | 実行委員会推薦枠                         | 出典                        |
| ------ | --------- | ---------------------------------------- | ---------------------------------------- | ---------------------------------------- | ---------------------------------------- | --------------------------- |
| 第5回  | 2004年4月 | 横須賀（神奈川）                         | 小倉（福岡）                             | －                                       | －                                       | [ 23 ] [ 24 ]               |
| 第6回  | 2005年4月 | 進修館（埼玉）                           | 都島工（大阪）                           | －                                       | －                                       | [ 26 ] [ 24 ]               |
| 第7回  | 2006年4月 | 東京朝鮮（東京）                         | 福岡（福岡）                             | －                                       | －                                       | [ 28 ] [ 29 ] [ 24 ]        |
| 第8回  | 2007年4月 | 男鹿工（秋田）                           | 天理教校学園（奈良）                     | －                                       | －                                       | [ 31 ] [ 32 ] [ 33 ] [ 24 ] |
| 第9回  | 2008年4月 | 明大中野（東京）                         | 修猷館（福岡）                           | －                                       | －                                       | [ 34 ] [ 24 ]               |
| 第10回 | 2009年4月 | 県立浦和（埼玉）                         | 同志社香里（大阪）                       | 国学院栃木（栃木）                       | 延岡星雲（宮崎）                         | [ 36 ]                      |
| 第11回 | 2010年4月 | 木本（三重）                             | 合同B（岡山）                            | 慶応（神奈川）                           | 筑紫（福岡）                             | [ 38 ]                      |
| 第12回 | 2011年3月 | 市立船橋（千葉）                         | 洛北（京都）                             | 三好（愛知）                             | 崇徳（広島）                             | [ 39 ]                      |
| 第12回 | 2011年3月 | 東日本大震災のため中止                   | 東日本大震災のため中止                   | 東日本大震災のため中止                   | 東日本大震災のため中止                   | [ 12 ]                      |
| 第13回 | 2012年3月 | 八戸西（青森）                           | 洛北（京都）                             | 大東大一（東京）                         | 大阪桐蔭（大阪）                         | [ 40 ] [ 41 ]               |
| 第14回 | 2013年3月 | 明和（愛知）                             | 摂津（大阪）                             | 成蹊（東京）                             | 桂（京都）                               | [ 43 ] [ 44 ]               |
| 第15回 | 2014年3月 | 三好（愛知）                             | 海星（長崎）                             | 茗溪学園（茨城）                         | 近大付（大阪）                           | [ 45 ]                      |
| 第16回 | 2015年3月 | 石巻工（宮城）                           | 東海大五（福岡）                         | 東海大相模（神奈川）                     | 同志社（京都）                           | [ 46 ]                      |
| 回     | 開催年月  | 実行委員会推薦枠（東）                   | 実行委員会推薦枠（東）                   | 実行委員会推薦枠（西）                   | 実行委員会推薦枠（西）                   | 出典                        |
| 第17回 | 2016年3月 | 金足農（秋田）                           | 慶応（神奈川）                           | 大産大付（大阪）                         | 山口（山口）                             | [ 20 ]                      |
| 第18回 | 2017年3月 | 東海大相模（神奈川）                     | 旭野（愛知）                             | 神戸科学技術（兵庫）                     | 崇徳（広島）                             | [ 47 ]                      |
| 第19回 | 2018年3月 | 仙台工（宮城）                           | 佐野日大（栃木）                         | 関大北陽（大阪）                         | 福岡工（福岡）                           | [ 49 ]                      |
| 第20回 | 2019年3月 | 県立太田（群馬）                         | 北越（新潟）                             | 関西福祉大金光藤蔭（大阪）               | 大分東明（大分）                         | [ 51 ]                      |
| 第21回 | 2020年    | 新型コロナウイルスの世界的流行のため中止 | 新型コロナウイルスの世界的流行のため中止 | 新型コロナウイルスの世界的流行のため中止 | 新型コロナウイルスの世界的流行のため中止 | [ 15 ]                      |
| 第22回 | 2021年3月 | 佐沼（宮城）                             | 明和県央（群馬）                         | 洛北（京都）                             | 読谷（沖縄）                             | [ 53 ]                      |
| 第23回 | 2022年3月 | 立命館慶祥（北海道）                     | 勿来工（福島）                           | 大津緑洋（山口）                         | 長崎北（長崎）                           | [ 55 ]                      |
| 第24回 | 2023年3月 | 東京高等学校（東京）                     | －                                       | 高川学園高等学校（山口）                 | －                                       | [ 19 ]                      |
| 第25回 | 2024年3月 | 成城学園高等学校（東京）                 | －                                       | 興国高等学校（大阪）                     | －                                       | [ 56 ]                      |
| 第26回 | 2025年3月 | 山梨学院高等学校（山梨）                 | －                                       | 大分舞鶴高等学校（大分）                 | －                                       | [ 57 ]                      |

## 歴代記録
太字は、同年度（約9か月後）に開催した全国高等学校ラグビーフットボール大会（冬の花園）でも優勝した高校。
| 回     | 開催年月  | 優勝校                                   | スコア                                   | 準優勝校                                 | 備考                                             | 出典                 |
| ------ | --------- | ---------------------------------------- | ---------------------------------------- | ---------------------------------------- | ------------------------------------------------ | -------------------- |
| 第1回  | 2000年4月 | 埼工大深谷（埼玉）                       | 41 - 33                                  | 国学院久我山（東京）                     | 2ブロック制                                      | [ 24 ]               |
| 第1回  | 2000年4月 | 仙台育英（宮城）                         | 24 - 9                                   | 桐蔭学園（神奈川）                       | 2ブロック制                                      | [ 24 ]               |
| 第2回  | 2001年4月 | 啓光学園（大阪）                         | 32 - 26                                  | 東福岡（福岡）                           |                                                  | [ 24 ]               |
| 第3回  | 2002年4月 | 大阪工大高（大阪）                       | 52 - 31                                  | 佐賀工（佐賀）                           |                                                  | [ 24 ]               |
| 第4回  | 2003年4月 | 正智深谷（埼玉）                         | 31 - 18                                  | 佐賀工（佐賀）                           | 佐賀工は2年連続の準優勝                          | [ 58 ] [ 24 ]        |
| 第5回  | 2004年4月 | 天理（奈良）                             | 41 - 12                                  | 深谷（埼玉）                             |                                                  | [ 23 ] [ 26 ] [ 24 ] |
| 第6回  | 2005年4月 | 啓光学園（大阪）                         | 24 - 10                                  | 東海大仰星（大阪）                       |                                                  | [ 26 ] [ 24 ]        |
| 第7回  | 2006年4月 | 東海大仰星（大阪）                       | 31 - 15                                  | 東福岡（福岡）                           |                                                  | [ 29 ] [ 24 ]        |
| 第8回  | 2007年4月 | 伏見工（京都）                           | 17 - 12                                  | 桐蔭学園（神奈川）                       |                                                  | [ 31 ] [ 32 ] [ 24 ] |
| 第9回  | 2008年4月 | 常翔啓光学園（大阪）                     | 36 - 21                                  | 御所工・実（奈良）                       |                                                  | [ 34 ] [ 60 ] [ 24 ] |
| 第10回 | 2009年4月 | 東福岡（福岡）                           | 61 - 17                                  | 常翔学園（大阪）                         |                                                  | [ 36 ]               |
| 第11回 | 2010年4月 | 東福岡（福岡）                           | 31 - 24                                  | 大阪朝鮮（大阪）                         |                                                  | [ 38 ]               |
| 第12回 | 2011年3月 | 東日本大震災のため中止                   | 東日本大震災のため中止                   | 東日本大震災のため中止                   | 東日本大震災のため中止                           | [ 39 ] [ 12 ]        |
| 第13回 | 2012年3月 | 東福岡（福岡）                           | 24 - 22                                  | 石見智翠館（島根）                       | 大会3連覇                                        | [ 40 ] [ 41 ]        |
| 第14回 | 2013年3月 | 大阪桐蔭（大阪）                         | 33 - 14                                  | 東海大仰星（大阪）                       | ベスト4を大阪勢が独占した。                      | [ 43 ] [ 44 ]        |
| 第15回 | 2014年3月 | 東福岡（福岡）                           | 62 - 10                                  | 桐蔭学園（神奈川）                       | 決勝史上最大タイの点差                           | [ 45 ]               |
| 第16回 | 2015年3月 | 東海大仰星（大阪）                       | 21 - 0                                   | 大阪桐蔭（大阪）                         | 決勝史上初の完封勝利                             | [ 46 ]               |
| 第17回 | 2016年3月 | 東福岡（福岡）                           | 33 - 17                                  | 桐蔭学園（神奈川）                       |                                                  | [ 20 ]               |
| 第18回 | 2017年3月 | 桐蔭学園（神奈川）                       | 42 - 12                                  | 京都成章（京都）                         |                                                  | [ 47 ]               |
| 第19回 | 2018年3月 | 桐蔭学園（神奈川）                       | 46 - 26                                  | 大阪桐蔭（大阪）                         |                                                  | [ 49 ]               |
| 第20回 | 2019年3月 | 桐蔭学園（神奈川）                       | 29 - 19                                  | 御所実（奈良）                           | 大会3連覇                                        | [ 51 ] [ 62 ]        |
| 第21回 | 2020年    | 新型コロナウイルスの世界的流行により中止 | 新型コロナウイルスの世界的流行により中止 | 新型コロナウイルスの世界的流行により中止 | 新型コロナウイルスの世界的流行により中止         | [ 15 ]               |
| 第22回 | 2021年3月 | 東福岡（福岡）                           | 46 - 31                                  | 桐蔭学園（神奈川）                       |                                                  | [ 53 ]               |
| 第23回 | 2022年3月 | 報徳学園（兵庫）                         | 不戦勝                                   | 東福岡（福岡）                           | 東福岡は、新型コロナウイルスの影響により出場辞退 | [ 63 ]               |
| 第24回 | 2023年3月 | 桐蔭学園（神奈川）                       | 34 - 19                                  | 東福岡（福岡）                           | 東福岡は2年連続準優勝                            | [ 64 ]               |
| 第25回 | 2024年3月 | 大阪桐蔭（大阪）                         | 55 - 3                                   | 石見智翠館（島根）                       | 決勝史上最大タイの点差                           | [ 65 ] [ 66 ]        |
| 第26回 | 2025年3月 | 桐蔭学園（神奈川）                       | 36 - 0                                   | 京都成章（京都）                         | 決勝史上2度目の完封勝利                          | [ 67 ] [ 68 ]        |

## 全国高等学校選抜女子セブンズラグビーフットボール大会
2012年から2017年まで、女子セブンズの部が「全国高等学校選抜女子セブンズラグビーフットボール大会」として同時開催された。2018年以降は、秋にU18女子セブンズ大会で実施されている。
12チームを4プールに分けてプール戦を行い、各プール上位から「カップ」「プレート」「ボウル」でトーナメントを行う。試合はすべて選抜大会最終日にまとめて行う。会場は、熊谷ラグビー場のA・Bグラウンドを使用した。
| 回 | 年度 | 優勝               | スコア  | 準優勝                | 備考                   |
| -- | ---- | ------------------ | ------- | --------------------- | ---------------------- |
| 1  | 2012 | YRA/関東クラブ選抜 | －      | 市立船橋/関東選抜     | 決勝ラウンドは総当たり |
| 2  | 2013 | 石見智翠館         | －      | YRA中心神奈川県チーム | 決勝ラウンドは総当たり |
| 3  | 2014 | 石見智翠館         | 14 - 7  | 福岡レディース        |                        |
| 4  | 2015 | 石見智翠館         | 24 - 14 | 福岡レディース        |                        |
| 5  | 2016 | 石見智翠館         | 26 - 19 | 栃木県選抜            |                        |
| 6  | 2017 | 国学院栃木         | 14 - 12 | 追手門学院            |                        |

## 配信・放送
2025年現在。
- J SPORTS（有料）：「J SPORTSオンデマンド」で全試合を、LIVE配信およびオンデマンド配信。決勝戦を録画放送[70][71][72]。
- MBS（毎日放送）（無料）：「HANAZONO LIVE」で全試合を、試合終了後から配信[73]。

履歴
- 第17回（2016年開催）で、BS11にて4月10日20時から21時54分まで準決勝・決勝及び女子セブンズ決勝の4試合をダイジェスト放送した[74]。
- 第18回（2017年開催）は、BS11の決勝ダイジェスト[75]に加え、この回からJ SPORTSオンデマンドで全試合ライブ配信を開始[76]。BS11による放送はこの年まで。
- 第19回（2018年開催）・第20回（2019年開催）は、J SPORTSオンデマンドによる配信のみ[77][78]。
- 第22回（2021年開催）から、J SPORTSオンデマンドに加え、「HANAZONO LIVE」が開始される[79]。両メディアで全試合がライブ配信されるようになった。
- 第23回（2022年開催）から、2メディアによる全試合配信に加え、決勝戦のみJ SPORTSで録画中継放送を開始[80]。現在に至る。